# علي رضا محمد
علي رضا محمد (بالفارسية: علیرضا محمد) هو لاعب كرة قدم إيراني في مركز الدفاع، ولد في 14 يوليو 1981 في طهران في إيران. شارك مع منتخب إيران لكرة القدم. أما مع النوادي، فقد لعب مع نادي برسبوليس ونادي بيكان ونادي ذوب آهن أصفهان ونادي راه آهن ونادي كهر دورود لرستان.

## وصلات خارجية
- علي رضا محمد على موقع قاعدة بيانات كرة القدم.إي يو (الإنجليزية)
- علي رضا محمد على موقع ناشيونال فوتبول تيمز (الإنجليزية)